# Lufkin
Lufkin és una població dels Estats Units a l'estat de Texas. Segons el cens del 2008 tenia 36.830 habitants.

## Demografia
Segons el cens del 2000, Lufkin tenia 32.709 habitants, 12.247 habitatges, i 8.364 famílies. La densitat de població era de 473 habitants/km².
Dels 12.247 habitatges en un 32,9% hi vivien nens de menys de 18 anys, en un 49,4% hi vivien parelles casades, en un 14,7% dones solteres, i en un 31,7% no eren unitats familiars. En el 27,9% dels habitatges hi vivien persones soles l'11,9% de les quals corresponia a persones de 65 anys o més que vivien soles. El nombre mitjà de persones vivint en cada habitatge era de 2,58 i el nombre mitjà de persones que vivien en cada família era de 3,17.
Per edats la població es repartia de la següent manera: un 27% tenia menys de 18 anys, un 10,6% entre 18 i 24, un 27,3% entre 25 i 44, un 20,1% de 45 a 60 i un 15,1% 65 anys o més.
L'edat mediana era de 34 anys. Per cada 100 dones de 18 o més anys hi havia 84,5 homes.
La renda mediana per habitatge era de 32.989 $ i la renda mediana per família de 40.591 $. Els homes tenien una renda mediana de 30.922 $ mentre que les dones 20.008 $. La renda per capita de la població era de 17.613 $. Aproximadament el 15% de les famílies i el 18,8% de la població estaven per davall del llindar de pobresa.

## Poblacions més properes
El següent diagrama mostra les poblacions més properes.